# I Like It (canción de Lacuna Coil)
«I Like It» es el segundo sencillo de Lacuna Coil, proveniente de su quinto álbum de estudio, Shallow Life, y fue lanzado el 29 de junio de 2009 a través de la radio y el 21 de septiembre de ese mismo año como un EP digital. A pesar de haber sido lanzada como sencillo, la canción nunca ha sido tocada en vivo por el grupo.

## Videoclip
El video musical de "I Like It" fue elegido para ser realizado luego de una encuesta en MySpace, en la cual la canción fue elegida entre otras nueve. El video fue dirigido por el director estadounidense Kevin James Custer (Kingdom Of Sorrow, Testament, Dope, Madball, Overkill) filmado en Kansas City en mayo de 2009 y fue presentado en estreno mundial en el canal de Youtube de AllMusic.

## Lista de canciones
Todas las letras escritas por Lacuna Coil, toda la música compuesta por Lacuna Coil. 
| Sencillo promocional |        |          |  |
| N.º                  | Título | Duración |  |

## Posición en las listas
| Lista (2009)  | Posición |
| ------------- | -------- |
| Italia - FIMI | 103      |

## Personal
- Cristina Scabbia — vocales
- Andrea Ferro — vocales
- Cristiano Migliore — guitarra
- Marco Biazzi — guitarra
- Marco Coti Zelati — bajo
- Cristiano Mozzati — batería